# Elektromotorroller

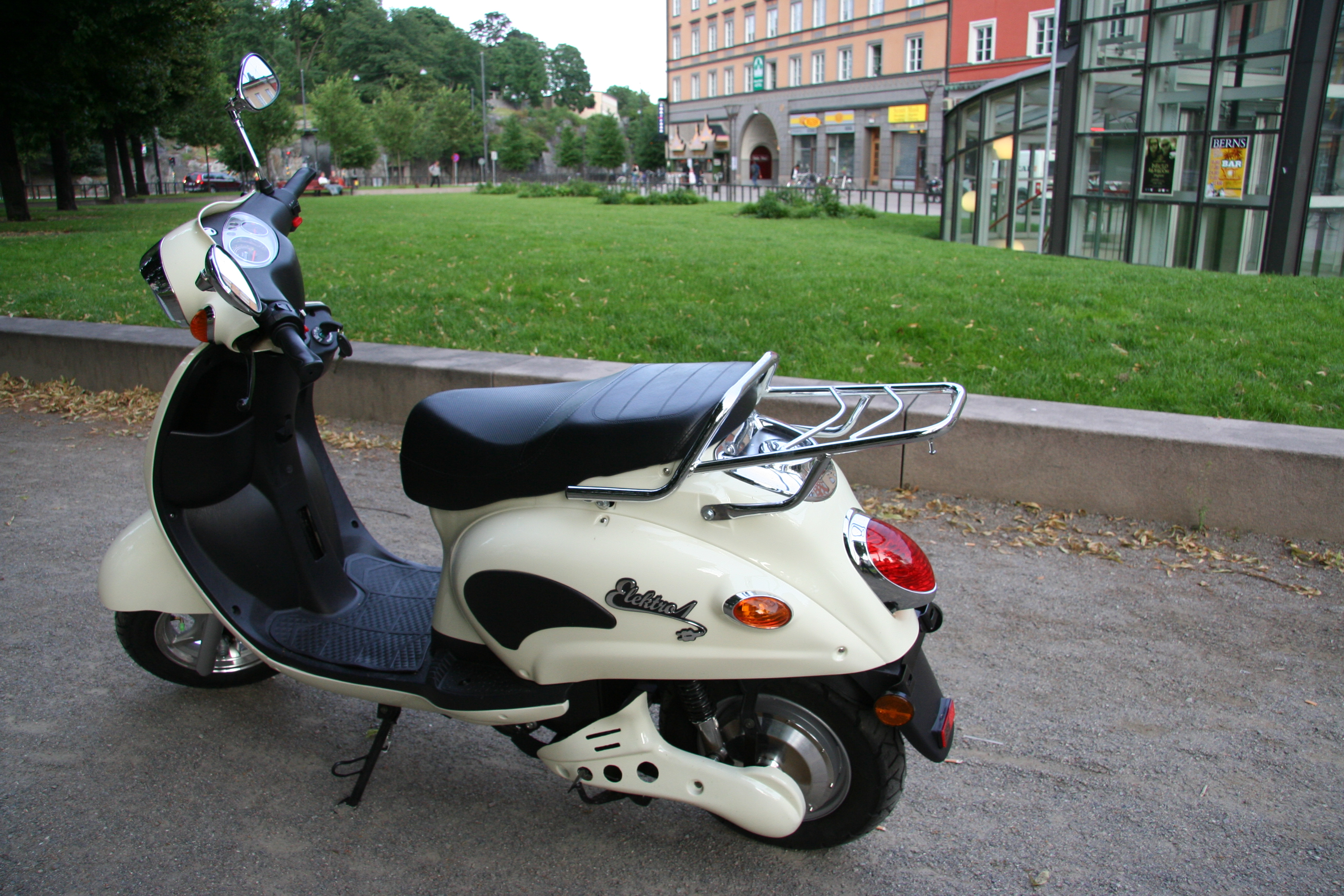
Schwedischer Nostalgie-E-Roller Elektro 1

Ein Elektromotorroller, in Kurzform auch Elektroroller oder E-Roller genannt, ist ein Motorroller mit Elektroantrieb. Die Energieversorgung liefert eine Antriebsbatterie. Nicht zu verwechseln sind sie mit Elektro-Tretrollern, die ebenso auch als Elektroroller, E-Scooter oder E-Roller bezeichnet werden.
Elektromotorroller sind eine Form der Elektromobilität.

## Geschichte

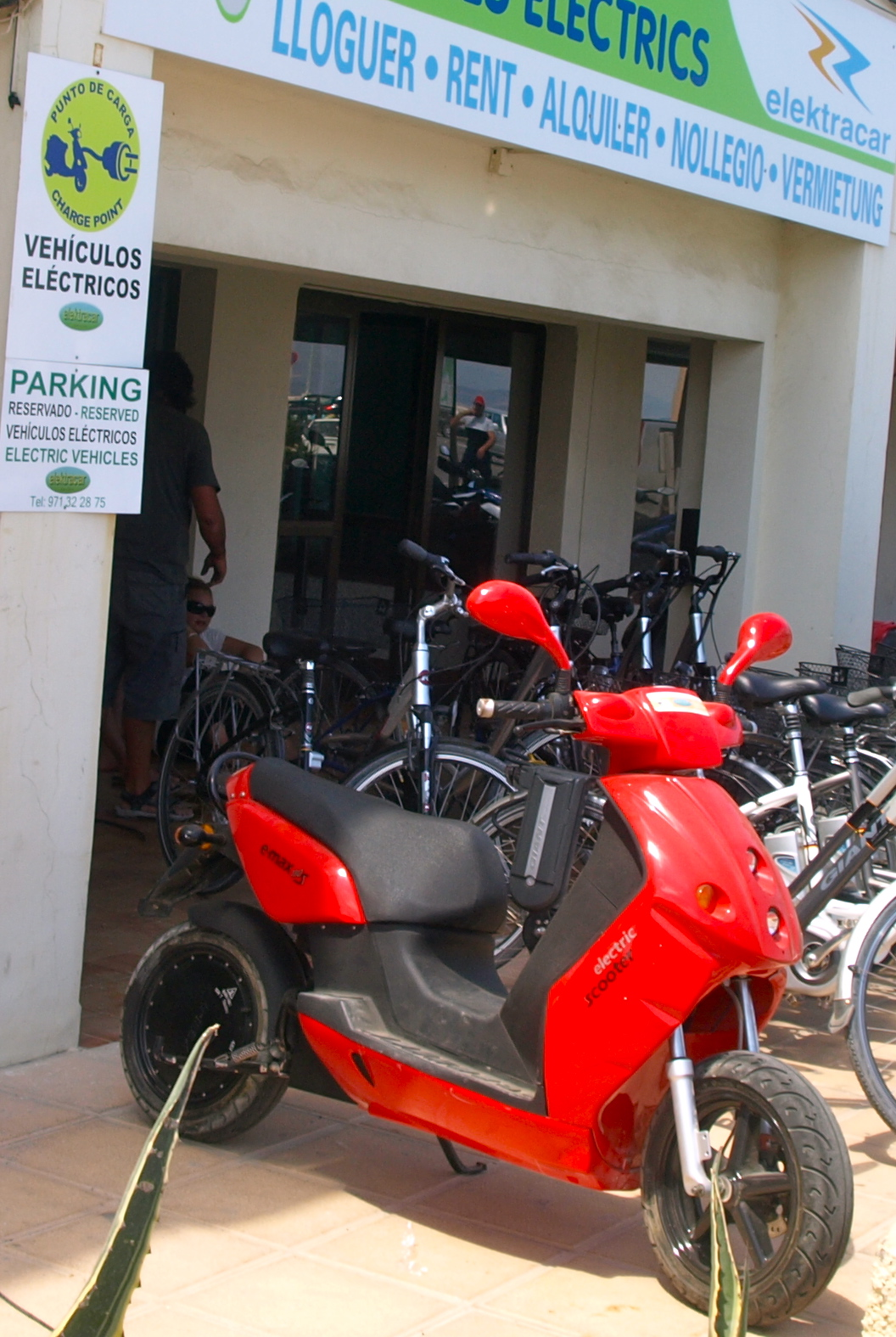
Eine „E-Max“ bei einem Verleih

Das erste elektrobetriebene Zweirad gab es 1911. Die Geschichte der E-Roller begann in Fabrikhallen, in denen kleine Transportroller für Waren und Personen benötigt wurden und Verbrennungsmotoren wegen der Abgase nicht eingesetzt werden konnten. Ab den 1950er Jahren versuchten viele kleine Werkstätten und Bastler, aber auch namhafte Unternehmen wie Puch oder Peugeot, elektrobetriebene Motorroller auf den Markt zu bringen. 1994 ging das Simson SR 50 gamma E in Serie, das jedoch keinen Markterfolg hatte.
In den letzten Jahren entstand ein umfangreiches Angebot an Elektromotorrollern (auch Elektro-Scooter genannt) mit Modellen, die inzwischen bei einer Reichweite von 40–80 km (mit hochwertigeren Akkus von über 300 km) angekommen sind und eine Geschwindigkeit von etwa 45 km/h oder auch bis über 120 km/h erreichen (Stand August 2021).

## Typologie und Charakterisierung

### Führerschein und Typgenehmigung
Elektromotorroller werden in verschiedenen EG-Fahrzeugklassen angeboten. Um sie zu fahren, ist eine entsprechende Fahrerlaubnis erforderlich. Folgende Anforderungen müssen erfüllt sein.

#### Deutschland
- Leicht-Mofa, z. B. MZ Charly von MZ/MuZ, bis 20 km/h und helmfrei. Je nach Alter Prüfbescheinigung für Mofas.
- Mofas: E-Mofa von Solo und Herkules aus den 70ern. Mit Helmpflicht bis max. 25 km/h
- Kleinkraftrad L1e bis 45 km/h Höchstgeschwindigkeit mindestens mit Führerschein AM ab 15 Jahren bzw. (Ist in der Klasse B inkludiert)
- Leichtkraftrad L3e nicht über 11 kW Nenndauerleistung sowie einem Leistungsgewicht von nicht mehr als 0,1 kW je kg Leergewicht:
  - Klasse 3 oder 4 (vor dem 1. April 1980 erworben),
  - der Klasse 1b (nach dem 1. April 1980 erworben) oder
  - der Klasse A1 oder
  - der Klasse B mit der eingetragenen Schlüsselzahl 196.
- L3e Motorräder/Krafträder mit oder ohne Seitenwagen Führerschein Klasse A

Elektromotorroller müssen den nationalen technischen Anforderungen von Kraftfahrzeugen (z. B. zwei voneinander unabhängige Bremsanlagen, Beleuchtungsanlage, Hupe, Bereifung) entsprechen. Die EU-Richtlinie 2002/24/EU für das Kraftfahrrecht besagt, dass alle E-Fahrzeuge, ausgenommen pedal-assisted Fahrräder, als Kraftfahrzeuge (bis 45 km/h als L1e-Moped) gelten. Sie benötigen folglich eine nationale Typgenehmigung. Eine EU-Zulassung (Allgemeine Betriebserlaubnis) setzt eine nationale Typgenehmigung voraus. Ein CoC (eine sogenannte Übereinstimmungsbescheinigung, CoC-Papier, Certificate of Conformity, Certificat de conformité) genügt nicht.

#### Schweiz
In der Schweiz werden Fahrzeuge bis maximal 45 km/h als E-Scooter oder Elektroroller Kategorie F bezeichnet und wie ein Mofa per Handgriff beschleunigt. Es werden Helm, Nummernschild, Führerausweis und Versicherung benötigt. Einige der vielen erhältlichen kleinen E-Scooter sind bei niedrigeren Geschwindigkeiten zugelassen, die meisten aber gar nicht, außer auf Privatgelände.

#### Österreich

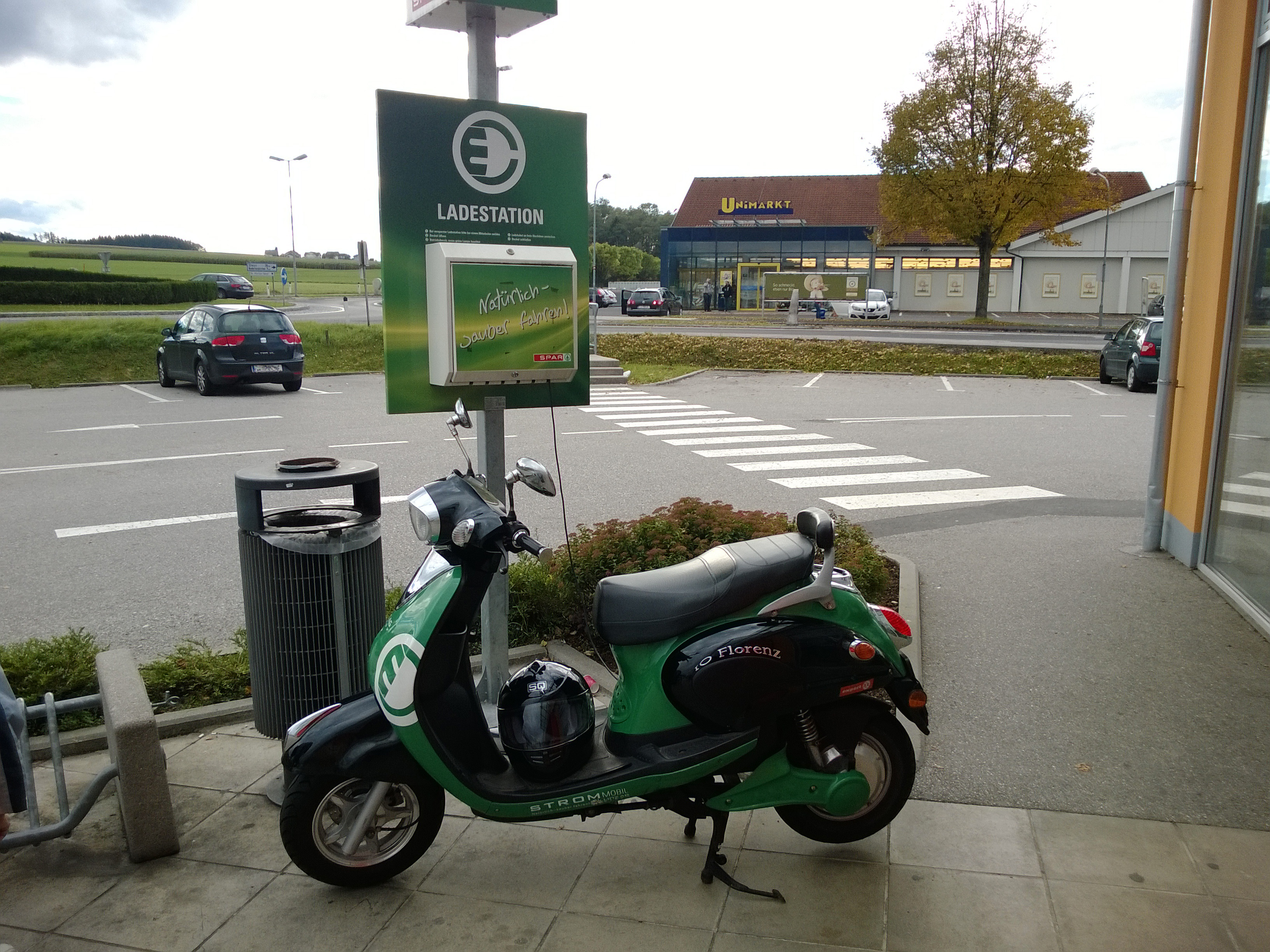
IO Florenz Elektroroller, Sondermodell der Linz AG, an einer öffentlichen Ladestation

In Österreich gelten elektrisch angetriebene einspurige Kraftfahrzeuge mit einer Motorleistung von max. 600 Watt und einer Bauartgeschwindigkeit von nicht mehr als 25 km/h als Fahrrad, siehe Fahrradverordnung.

### Vor- und Nachteile
Die wesentlichen Vorteile von E-Rollern gegenüber herkömmlichen Rollern sind:
- geringer Lärm
- keine Abgase
- weniger Wartungsaufwand: Durch den Wegfall des Verbrennungsmotors, Kupplung und Verstellgetriebe sind weniger Verschleißteile vorhanden.
- geringe Betriebskosten und geringer -aufwand
- kein erhöhter Motorverschleiß bei häufiger Nutzung auf Kurzstrecken
- keine Abhängigkeit von fossilen Primärenergien beim Treibstoff; ökologischer in Bezug auf die Gesamtumweltbelastung (Treibhausgasemissionen in CO2-Äquivalenten für zurückzulegende Wegstrecken im Alltag:[3] E-Scooter 7 kWhel/100 km: 18 g CO2-eq/km; zum Vergleich: Motorrad Viertakt 5,6 l/100 km: 208 g CO2-eq/km)
- Aufladen ist zu Hause oder praktisch an jeder anderen Steckdose möglich.

Nachteile des Elektrorollers:
- hoher Anschaffungspreis
- im Vergleich zum Tanken lange Ladezeit
- geringere Reichweite
- hohes Gewicht (speziell bei Bleiakkumulatoren)
- Akkus haben als Verschleißteile eine begrenzte Lebensdauer. Bei falscher Behandlung oder falls No-Name-Zellen verbaut sind, können sie deutlich vor der kalkulierten Nutzungsdauer an Kapazität verlieren oder ausfallen. Ersatzakkus sind teuer und können bei manchen Modellen knapp die Hälfte des Fahrzeugpreises ausmachen.
- Nutzung im Winter bei Kurzstrecken: Es erwärmt sich der Akku kaum, daher kann sich bei Fahrten bis zu 2 Kilometer die Reichweite auf 70 Prozent reduzieren.
- In vielen Regionen schlecht ausgebaute Ladeinfrastruktur (öffentliche Einrichtungen, Parkplätze usw.), wobei inzwischen viele Modelle auswechselbare Batterien haben, die auch in der Wohnung an einer normalen Steckdose aufgeladen werden können.

### Stromtankstellen
Die Nutzung von Stromtankstellen kann zusammen mit angepassten Ladegeräten für die mögliche Streckenreichweite völlig neue Perspektiven eröffnen, ist aber für E-Roller weniger notwendig als für Elektroautos. Ein Problem für alle Elektrofahrzeuge mit höheren Kapazitäten der Traktionsbatterie ist bislang, dass am Haushaltstromnetz (230 V/10 A bzw. 16 A) mit den überall verfügbaren Netzsteckern in der Regel nur eine Ladeleistung bis 2,3 kW genutzt werden kann. Mit in Deutschland und Österreich üblichen Schukosteckdosen ist nur eine Dauerstromentnahme von 10 A (nur kurzzeitig 16 A) zulässig, Schweizer Haushalte hingegen sind meist mit 10 A abgesichert (SEV 1011, T1x). Über einen Ladestecker nach IEC 60309 (Caravanstecker) lässt sich die volle Leistung von 16 A/3,6 kW nutzen. Für derzeit übliche Traktionsbatterien bei E-Rollern mit Speicherkapazitäten von 1,5 kWh bis 5 kWh (Vectrix VX-1Li) ist eine beschleunigte Ladung an Haushaltsteckdosen in 45 Minuten bis 2 h:30 Minuten realisiert möglich, an Caravandosen in 25 Minuten bis 1:25 Stunden. Die verfügbaren Traktionsbatterien vertragen die notwendigen Ladeströme. Allerdings steigt der Aufwand für entsprechend leistungsfähige Ladegeräte sowie für Überwachung und Regelung.
Kommerzielle Stromtankstellen stellen Anschlüsse für deutlich höhere Ladeleistungen zur Verfügung.
Im Fahrzeug sind für schnellere Ladung geeignete Ladegeräte, schnellladbare Akkus (etwa bestimmte LiFePO4-Akku-Varianten oder Vergleichbares) und eine kompatible Kabel-Stecker-Kombination (mit Stecker gemäß IEC 60309 bzw. IEC 62196) mitzuführen. In Deutschland wird dabei der Mennekes-Stecker favorisiert. Dessen übertragbare Leistung bis 43 kW kann beim Elektromotorroller nur sehr beschränkt genutzt werden. Vorteilhaft ist diese Anschlussmöglichkeit für Stromtankstellen, die einen Haushalts- oder Caravananschluss für normalen Haushaltstrom (230 V/16 A) nicht mehr bieten, obwohl es der minimale Standardanschluss für alle Elektrofahrzeuge ist.
Die komplette Integration eines Schnellladesystems (in das Chassis beziehungsweise in den Rahmen) ist für die Hersteller weniger eine technische Schwierigkeit als ein Kostenaspekt. Die meisten Elektromotorroller-Modelle enthielten ein solches System hauptsächlich aus Kostengründen nicht; zunehmend setzen sich jedoch Austauschbatterien durch, die ein Laden unabhängig vom Fahrzeug erlauben.

## Verleihsysteme

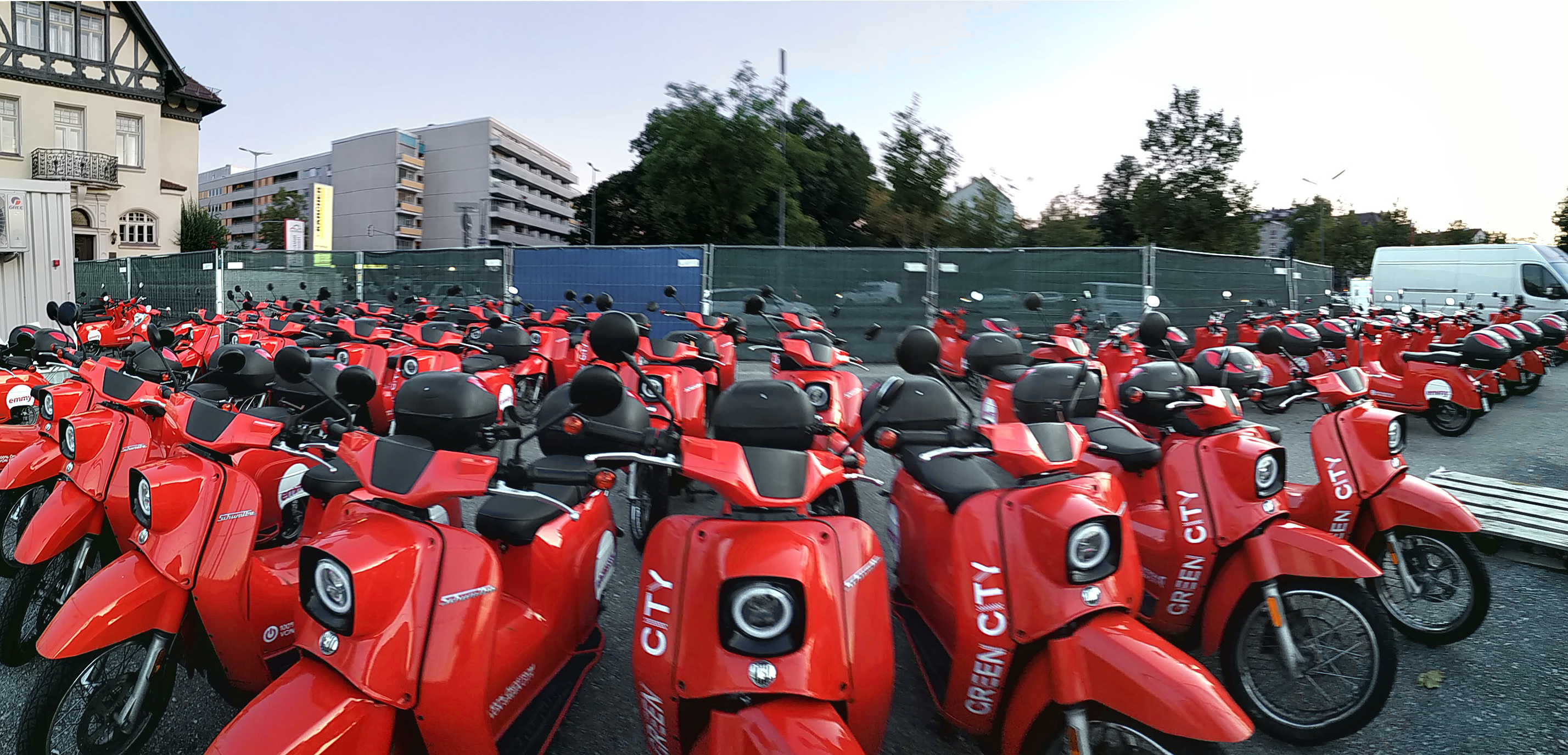
Emmy EMRs in München (2019)

Seit das Interesse an elektrisch betriebenen kleinen Fahrzeugen zunahm, entwickelten sich in verschiedenen Großstädten Verleihsysteme (e-Scooter-Sharing). Stand Sommer 2018 soll es weltweit rund 20.000 Leih-E-Roller gegeben haben, für die sich mehr als eine Million Nutzer registrieren ließen.
In Mailand, Madrid und Barcelona haben sich jeweils sechs Anbieter etabliert. In Paris waren es anfangs vier (darunter das Start-up-Unternehmen Cityscoot) und in Berlin zwei: Emmy, ein Berliner Start-up, an dem sich auch die landeseigene Investitionsbank Berlin beteiligte, sowie Coup.
Trotz großen Zuspruchs der Kunden ist es nicht erwiesen, dass das Geschäft mit Leihscootern profitabel betrieben werden kann, insbesondere wenn mehrere Anbieter in einer Stadt tätig sind; Coup stellte das Geschäft Anfang 2020 wegen mangelnder Gewinnaussichten in allen Städten ein.

## Technik

### Antrieb

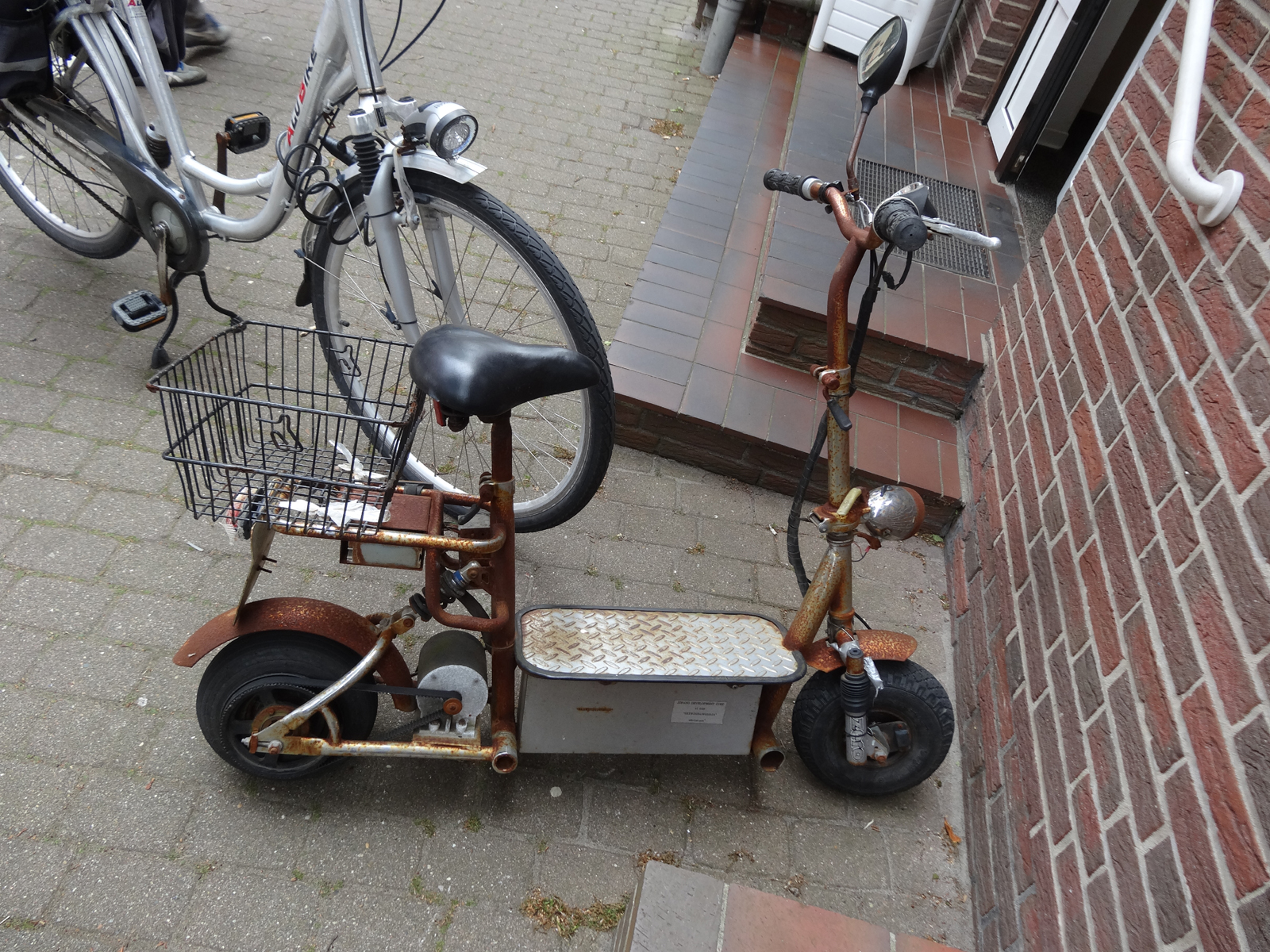
Selbstgebauter Roller mit Zahnriemen

Bei den meisten Rollern sind bürstenlose Gleichstrom-Radnabenmotoren Standard. Ihre Position im Hinterrad verringert den Platzbedarf; erhöht jedoch die ungefederte Masse. Einige Geräte haben daher auch Motoren, die ihre Kraft über einen Zahnriemen an das Hinterrad übertragen, beispielsweise der E-Vivacity von Peugeot. Kettenantriebe finden sich nur selten.

### Akkus
Im E-Rollerbereich wie auch in anderen Bereichen der Elektromobilität sind die Energiespeicher vor allem in Form von Antriebsbatterien/Akkumulatoren ein zentrales Element intensiver Entwicklungsarbeit. Die in den 2010er Jahren verbreiteten verschiedenen Typen werden vom Hersteller entweder fest eingebaut oder als herausnehmbare Akkupacks vorgesehen. Sie alle benötigen auf die jeweilige Zellenzahl, Akkuchemie und Nennspannung abgestimmte Ladeverfahren und Steuerteile. Auch unterschiedliche der Lithium-Akkus haben verschiedene Nennspannungen und erfordern Umsicht beim Austausch.
Die Nutzkapazität von Akkumulatoren ist temperaturabhängig und nimmt bei Kälte – einhergehend mit den physikochemischen Stoffeigenschaften von Elektrolyt und Elektroden (verringerte Elektronenbeweglichkeit) – wesentlich niedrigere Werte an als bei Raumtemperatur. Um diesen Effekt zu mindern, können die Akkumulatoren bei Kälte beheizt werden.
Für einen wirtschaftlichen Betrieb ist die Lebensdauer der Akkus entscheidend. Sie lässt sich über die Menge der eingeladenen und entnommenen Energie, die Anzahl der Ladezyklen (Voll- und Teilzyklen) oder die kalendarische Lebensdauer beschreiben. Bei einem Roller lässt sich dies auch gut durch die Kilometerleistung je Akkusatz ausdrücken. Alle diese Angaben stehen in Beziehung zueinander und sind stark durch die technische Auslegung, Umgebungsbedingungen und das Nutzungsverhalten zu beeinflussen. Es zeigt sich dabei, dass Akkuzellen, die mit flachen Ladezyklen und geringen Strömen in Bezug auf ihre Kapazität genutzt werden und selten an den oberen und unteren Grenzspannungen betrieben werden, die höchste Lebensdauer erreichen. Nur mit großen Kapazitäten (in Wh) lassen sich überhaupt Reichweiten über 100 km erzielen. Positiver Nebeneffekt für die Lebensdauer ist dabei, dass bei gleicher Motorleistung die Akkuzellen mit geringeren Entladeströmen belastet werden, als es bei kleineren Akkupacks der Fall ist.
Von den Herstellern werden die Nennkapazitäten von Bleiakkus oft für unrealistische Entladezeiten zwischen C3 (3 Stunden) und C20 (20 Stunden) angegeben, bei der Lithium-Akkus sind C-1- oder C-0,5-Werte üblich. Je nach Motorisierung und Fahrweise können bei Elektrorollern in Wirklichkeit jedoch deutlich höhere Entladeströme auftreten, wodurch die Kapazität der Akkus nicht die Nennkapazitäten erreicht. Dieses Phänomen wird als Peukert-Effekt bezeichnet.
Günstige Elektromotorroller sind meistens mit Blei-Gel-Akkus ausgestattet – oft als Hinweis auf den in Silikon gebundenen Elektrolyten werbewirksam als „moderner Silizium-Akku“ bezeichnet. Nachteilig ist die nochmals geringere tatsächliche Kapazität unter Belastung, ihre kurze Lebensdauer von etwa drei Jahren und vor allem ihr Gewicht und ihre Baugröße. Die meisten dieser Elektroroller haben eine maximale Reichweite von etwa 50 km/Ladung und verursachen durch die notwendigen Akkuwechsel höhere Kilometerkosten. Bleiakkumulatoren verkraften etwa 350 Vollladezyklen, ehe sie funktionsuntüchtig werden.
Höherwertige Elektromotorroller waren anfänglich mit NiCd- (beispielsweise: Scoot’elec) oder NiMH-Akkus (beispielsweise erste Generation Vectrix VX-1) ausgerüstet. Später ging man zu Batterien auf Lithiumbasis über.
Seit den 2020er Jahren hat sich die Technik der verwendeten Akkus stark gebessert: Eine deutliche Gewichtsreduzierung und Reichweitensteigerung lässt sich mit Lithium-Ionen-Akkus, beispielsweise als Lithium-Polymer-Akkumulatoren oder Lithium-Eisenphosphat-Akkumulatoren (zum Beispiel: Kumpan electric) erreichen. Nachteilig sind die höheren Anschaffungskosten: 300 bis 1400 € mehr gegenüber einem Roller mit älterem Akkusystem. Vorteilhaft ist die höhere Belastbarkeit, sowohl beim Laden als auch beim Entladen (Fahren) und das bessere Handling durch das geringere Gewicht. Die technischen Angaben der Hersteller beziehen sich bei Lithium-Ionen-Akkumulatoren in der Regel auf nominell zwei Stunden Entladezeit (Entladestrom 0,5 C), was besser dem Einsatzprofil im E-Roller entspricht.
LiFePO4-Akkumulatoren können über 1000 volle Ladezyklen erreichen. In der Regel werden die Akkus jedoch im Teilzyklenbetrieb genutzt, was eine deutlich höhere Gesamtzyklenzahl innerhalb der Lebensdauer ermöglicht (LiFePO4: 3000 Zyklen bei 80%DOD, 5000 Zyklen bei 70%DOD Herstellerangaben für Einzelzelle). Lithium-Ionen- und Lithium-Polymer-Akkus bewegen sich im Bereich dazwischen.

### Batterie-Management-Systeme und Balancer
Obwohl auch bei älteren Akkutechnologien auf der Basis von Blei oder Nickel das Auseinanderdriften der Zellen einer Antriebsbatterie häufig zum vorzeitigen Ausfall führte, waren und sind ausgleichende Systeme für Elektroroller ab Werk nicht verfügbar. Der Zelldrift wird bei diesen Antriebsbatterien meist durch entsprechende Ladeprogramme begegnet, die ein Angleichen der Ladezustände der Zellen durch gezieltes Überladen innerhalb zugelassener Grenzen erreichen sollen. Die Überladung führt dabei zur Zellerwärmung und bei flüssigen Elektrolyten zum Gasen.
Wegen der hohen Empfindlichkeit gegenüber Überladung, Fehlbehandlungen, strengen Herstellervorgaben und stetiger Weiterentwicklung der Leistungselektronik kommen bei Akkus der Lithium-Technik Batteriemanagementsysteme (BMS) zum Einsatz. Sie übernehmen neben der Temperaturkontrolle, der Diagnose und der Reichweitenermittlung die Ladungs- und Entladungssteuerung. Auch eine Balancerfunktion ist integriert, welche die unvermeidliche Zelldrift ausgleicht. Die Qualität dieser Elektronik hat einen starken Einfluss auf die dauerhafte Leistungsfähigkeit und die Lebensdauer der Akkuzellen. Ein gutes BMS schließt Fehlbehandlung durch Umwelteinflüsse (z. B. Temperaturgrenzen) und Nutzung (z. B. Stromfluss- und Spannungsgrenzen) aus und verhindert so Schäden und übermäßigen Verschleiß am Akku. Darüber hinaus informiert es den Nutzer und bietet oft die Funktionalität eines Bordcomputers.

### Energierückgewinnung (Rekuperation)
Eine Rekuperation, oder Nutzbremse, die Energierückgewinnung durch Umwandlung von kinetischer Energie aus Bergabfahrt und Bremsvorgang in Nutzenergie unter Ausnutzung der Massenträgheit des bewegten Fahrzeugs, erhöht die Reichweite des Elektrorollers pro aufgenommener Akkuladung. Sie erfordert eine Motorsteuerung, die den Antriebsmotor nicht nur im motorischen, sondern auch im generatorischen Bereich zum Laden der Antriebsbatterie einsetzen kann, sowie eine geeignete Motorkonstruktion.
Im Unterschied zum Elektroauto wird die Rekuperation bei Elektrorollern hauptsächlich aus Kostengründen nicht generell eingesetzt. Das kann sich ändern, da auch Elektroroller mit zunehmendem ökonomischem Druck verstärkt an ihrer Wirtschaftlichkeit gemessen werden. Einerseits schont die Rekuperation das Akkusystem eines Elektrorollers, was zu seiner Wirtschaftlichkeit beiträgt, andererseits erhöht sie durch Entwicklungs- und Produktionskosten den Erstanschaffungspreis.

## Hersteller
Die meisten Elektromotorroller werden heute in China und in Taiwan produziert. Manche europäische Hersteller lassen wesentliche Teile ihrer Fahrzeuge in China herstellen.

### Hersteller in Deutschland

#### Govecs

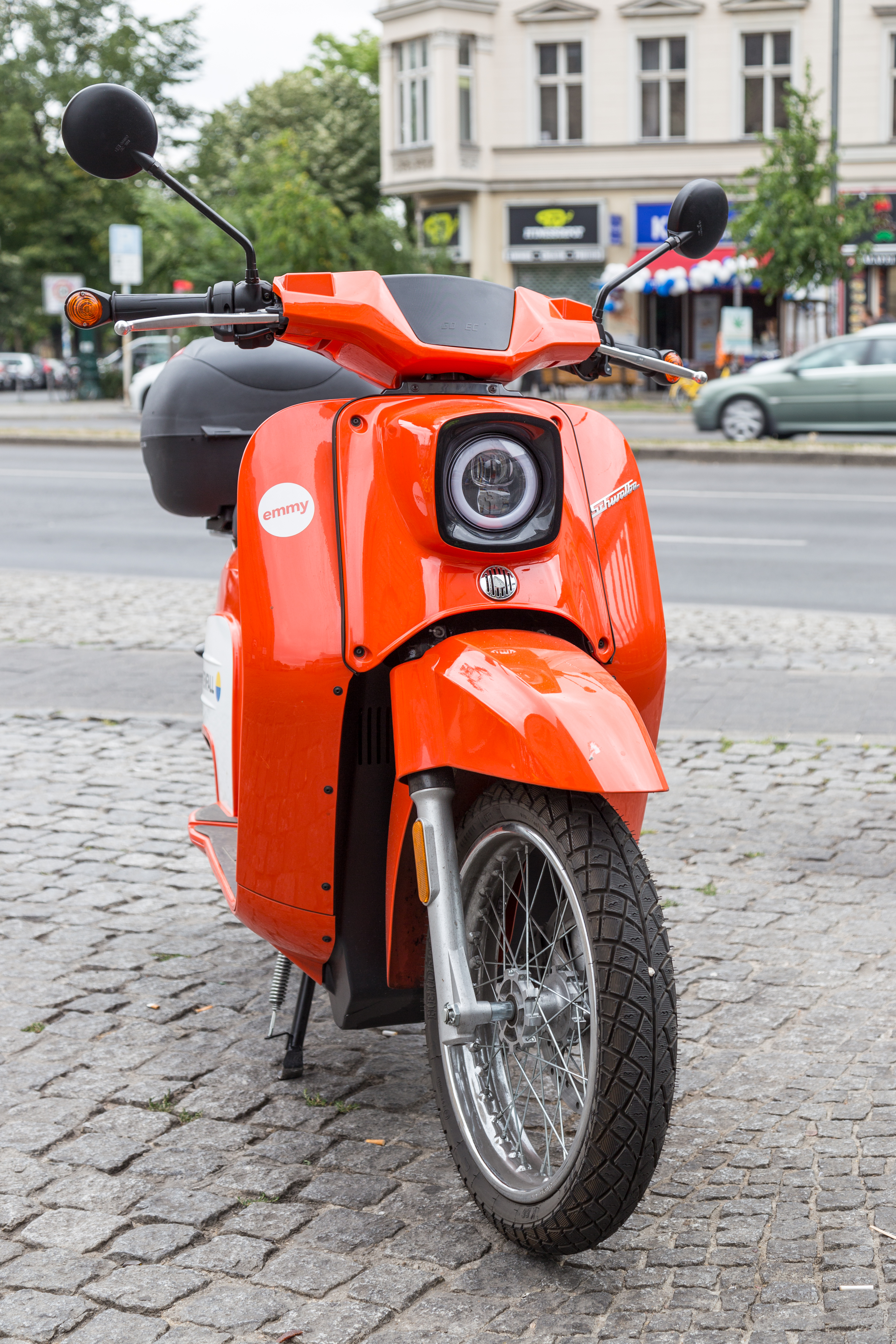
Govecs E-Schwalbe in Berlin

Die 2009 gegründete Münchner Govecs entwickelt und produziert Elektroroller in ihrem Werk im polnischen Wrocław. Ein Schwerpunkt liegt auf Elektrorollern für Pizzabringdienste und dergleichen sowie für Zweirad-Sharing-Unternehmen wie z. B. Emmy in Deutschland, Cityscoot in Frankreich, Felyx in Holland oder eCooltra in Spanien und Italien. Das Unternehmen vertreibt seine Elektroroller der Govecs GoO! Serien in Europa und den USA. 2016 präsentierte Govecs in Zusammenarbeit mit der Robert Bosch GmbH eine Neufassung der „Schwalbe“ als E-Roller mit einer Reichweite von nach eigenen Angaben über 100 km, einer Motorleistung von 4 kW sowie einer Höchstgeschwindigkeit von 45 km/h. Im Sommer 2018 startete die Produktion der Schwalbe als Leichtkraftrad-Version mit 8 kW Motorleistung und einer Spitzengeschwindigkeit von 90 km/h.
Das Fahrzeug war von der efw-Suhl GmbH am Standort des ehemaligen Simson-Werks entwickelt und die Markteinführung ursprünglich bereits für 2011 angekündigt worden. Dem damaligen Entwickler gelang es jedoch nicht, eine Serienproduktion zu ermöglichen, und der Verkaufsstart musste wiederholt verschoben werden. 2014 übernahm Govecs das Projekt. 2019 kostete der 90 km/h schnelle Govecs Schwalbe L3e in der Grundausstattung 6.990 Euro, für einen Ersatzakku waren 790 Euro zu zahlen. Die Garantiezeit für Fahrzeug und Akku betrug zwei Jahre.

#### e-bility
Seit 2010 stellt die e-bility GmbH mit Sitz in Remagen den Elektroroller Kumpan electric her. Es sind drei Modelle auf dem Markt: 1950, 1953 und 1954L, sowohl als Ein- wie auch als Zweisitzer. Die Roller 1953 und 1954L haben eine Motorleistung von 2 kW (2,7 PS), verfügen über einen bürstenlosen Radnabenmotor sowie verschiedene technische Funktionen wie etwa Tempomat oder Boost-Funktion. Die neue Generation ist mit Lithium-Ionen-Akkumulatoren ausgestattet (51 V/29 Ah je Akku), die parallel geschaltet und entnommen werden können. Bei drei parallel geschalteten Akkus kann die Reichweite nach Herstellerangaben auf bis zu 150 Kilometer gesteigert werden.
2015 kam ein Tretroller hinzu, ebenfalls mit Radnabenmotor am Hinterrad und wie die größeren Modelle 25 km/h schnell.
Für das äußerlich einer Vespa ähnelnde Modell Kumpan 54i:gnite mit Motor in der Hinterradnabe nennt der Hersteller eine Leistung von 7 kW (9,4 PS) und ein maximales Drehmoment von 141 Nm, wenn alle drei Akkus gleichzeitig Strom abgeben. Die Höchstgeschwindigkeit beträgt etwa 100 km/h, die Reichweite 80 km bis 110 km. Alle drei Akkus nacheinander zu laden dauert etwa zwölf Stunden. Ein Zündschloss hat der Kumpan nicht; stattdessen wird zum Anlassen ein Plastikkärtchen über eine Kontaktfläche gehalten oder mit einer App vom Smartphone aus gestartet. Zu den Fahreigenschaften des Rollers heißt es im Test der Koblenzer Rhein-Zeitung, bei Unebenheiten bringe die straff dämpfende Teleskopgabel „immer mal wieder etwas Unruhe in die Lenkung“; trotzdem fahre sich der Roller recht komfortabel. Die Sitzposition mit viel Fußraum hinter dem Beinschild sei auch für größere Fahrer angenehm. Lang gezogene Kurven lägen dem Kumpan gut, bei kleineren Radien hingegen wirke er „etwas ungelenk“. Der Kumpan 54i:gnite mit zwei Batterien kostet 7.000 Euro; für die dritte Batterie sind 1.400 Euro Aufschlag zu bezahlen (Stand November 2022).
Im Februar 2023 meldete e-bility Insolvenz an. Mit Eröffnung des Verfahrens Anfang April 2023 wurde das Unternehmen an die Lohia e-mobility GmbH verkauft, die zur indischen Lohia Group gehört. Der Standort Remagen bleibt erhalten, jedoch nur mit einem Kernteam von 23 der ursprünglich 75 Mitarbeiter. Die Insolvenz hatte mehrere Gründe: 2020 zerstörte ein Brand eine Produktionshalle des Unternehmens. Hinzu kamen Engpässe bei der Zulieferung und die steigenden Energiekosten.

#### BMW

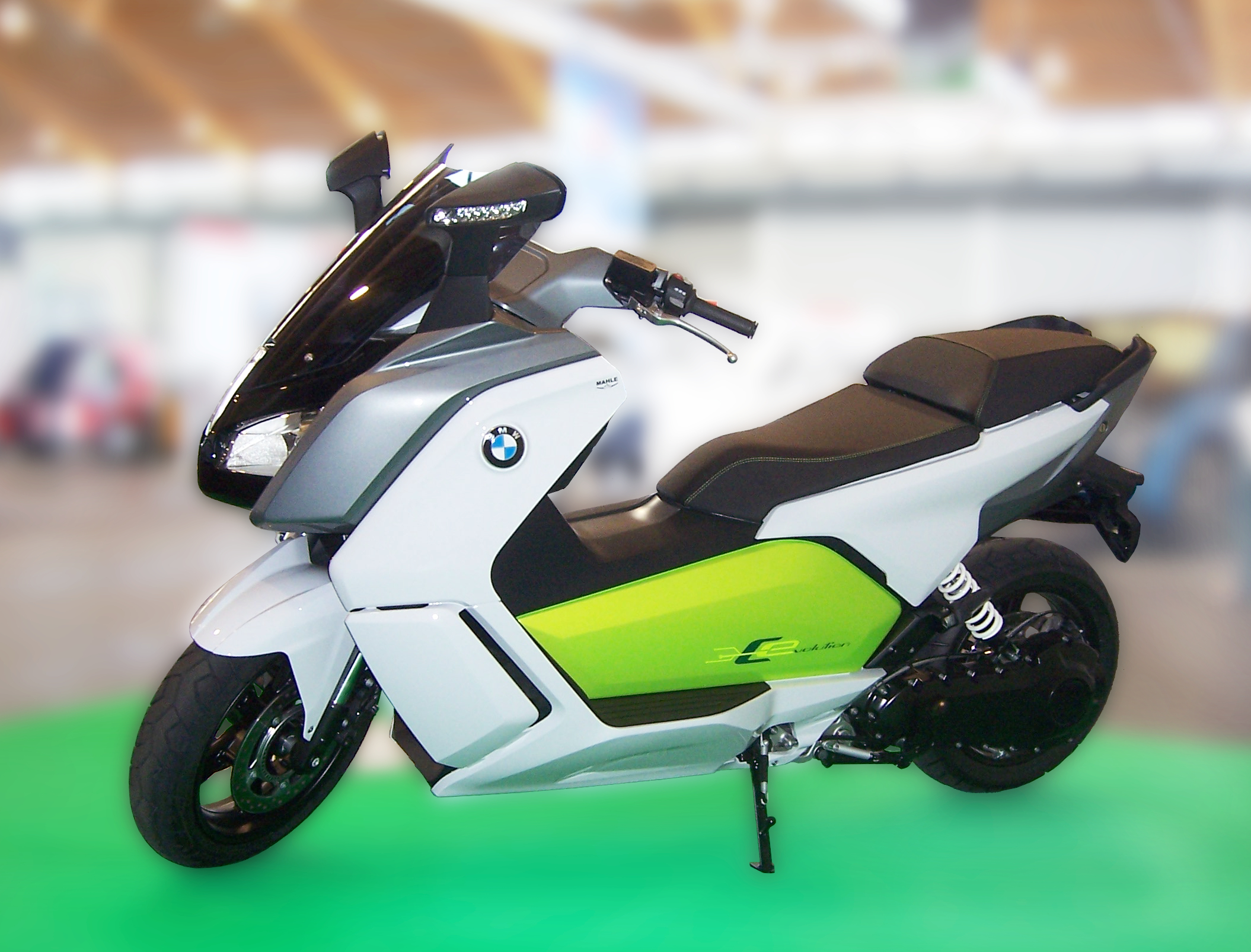
BMW C evolution

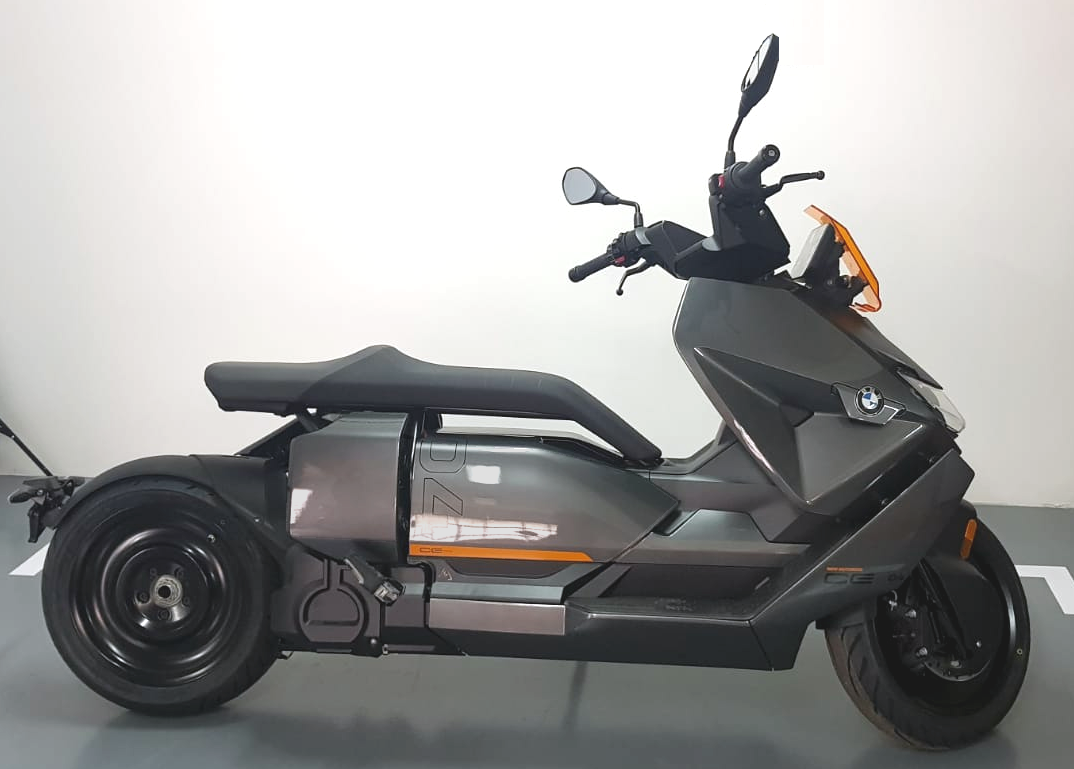
BMW CE 04

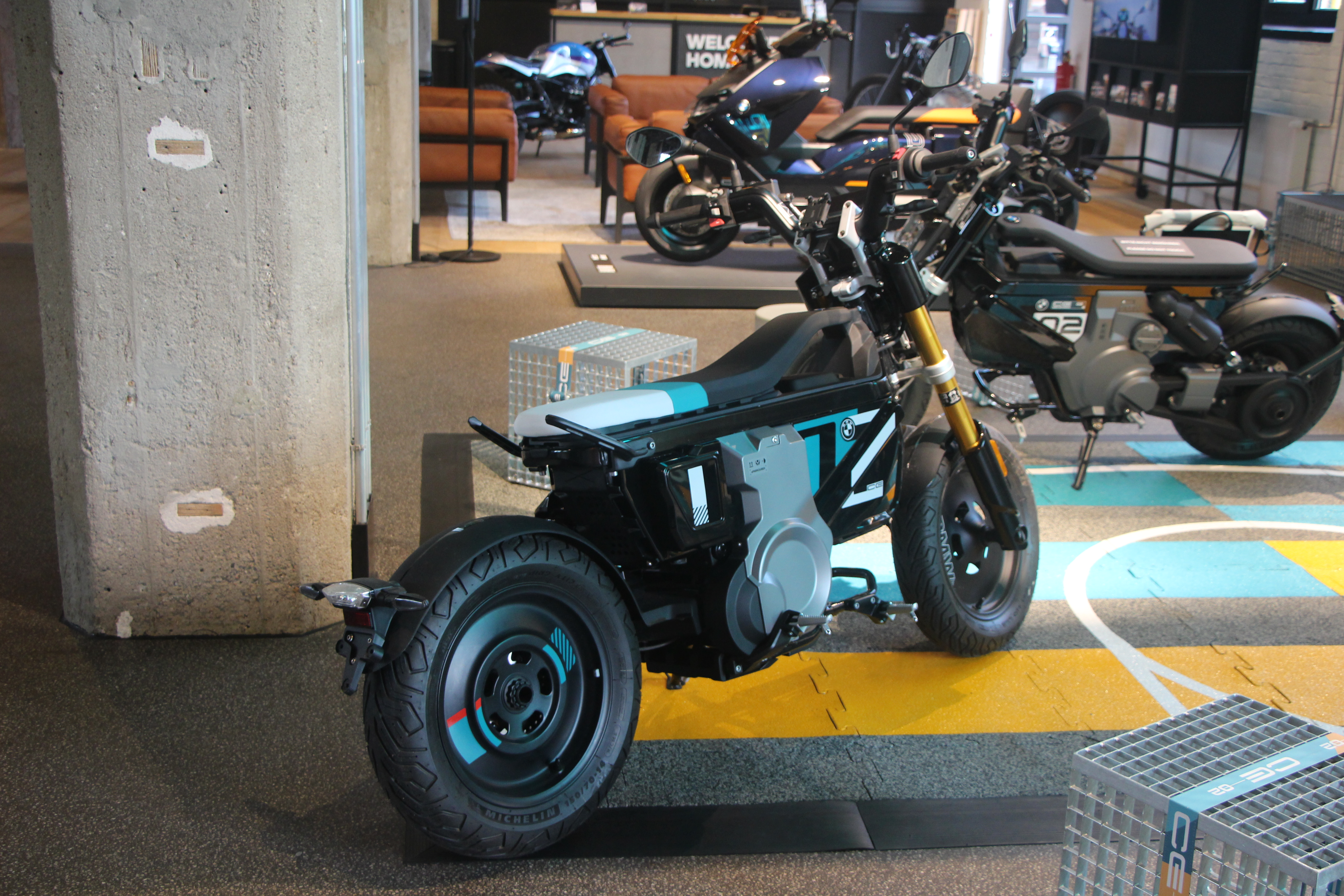
BMW CE 02

Im Jahr 2014 kam mit dem C Evolution der bisher leistungsstärkste Motorroller auf den Markt: Mit einer Höchstgeschwindigkeit von 120 km/h, einer Spitzenleistung von 35 kW und einer Nennleistung von 11 kW ist es allerdings kein klassischer Scooter, sondern eher ein Motorrad. Mit einem Preis zum Verkaufsstart von 15.000 Euro war der C Evolution auch der bis dahin teuerste Serienmotorroller. Die Produktion wurde 2020 eingestellt; ein Nachfolgemodell, der CE 04, wurde 2021 vorgestellt und kam 2022 auf dem Markt. Anfang 2024 wurde der kleinere CE 02 eingeführt, der von BMW als „eParkourer“ bezeichnet wird und in der EU bereits ab 16 Jahren mit dem AM-Führerschein gefahren werden darf (in Deutschland und Österreich ab 15, in Italien ab 14 Jahren).

#### Unu

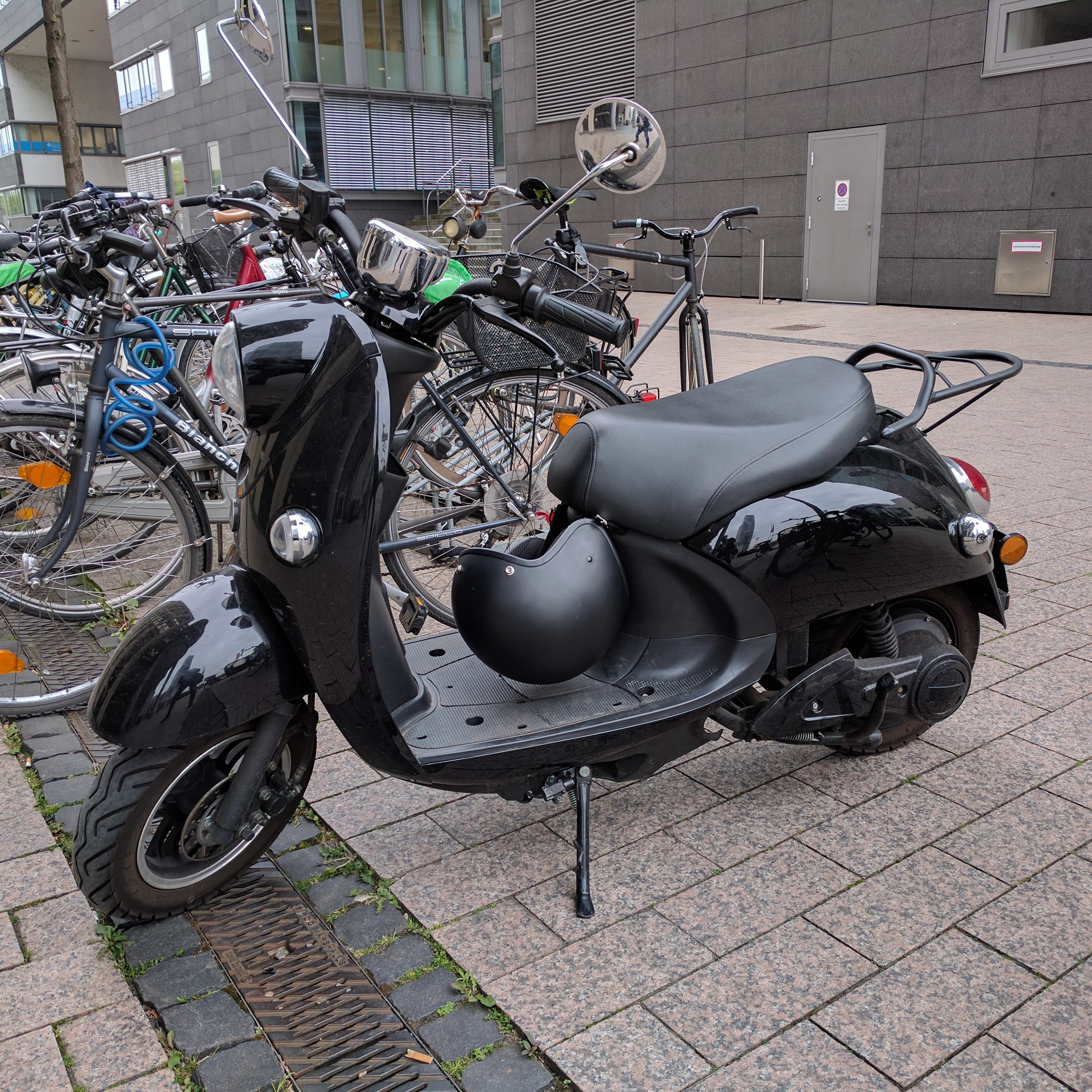
Unu-Roller

Ebenfalls seit 2014 vertreibt das in Berlin ansässige Unternehmen Unu einen in China produzierten Roller mit einem 1000-, 2000- oder 3000-Watt-Motor in der Hinterachse. Nach der Einführung in Deutschland wurde der Vertrieb 2015 auch nach Österreich, die Schweiz, 2016 in die Niederlande und 2017 nach Frankreich ausgedehnt. In Deutschland war das 45-km/h-Kleinkraftrad 2017 Marktführer im Segment der Elektroroller.

#### Ehemalige deutsche Hersteller
- Weiterhin wird in Deutschland in kleinen Stückzahlen der Faltroller MZ Charly der ehemaligen Motorradwerke Zschopau hergestellt. Er ist als Mofa einsitzig und in der Geschwindigkeit begrenzt.[28]
- Seit 2009 entwickelte und produzierte die in Stuttgart ansässige ID-Bike das ELMOTO HR-2, ein Elektro-Leichtkraftrad mit einer Höchstgeschwindigkeit von 47 km/h, einer Reichweite von 65 km und einem Gewicht von 47 kg.[29] Im Juli 2018 übernahm Govecs die Vermögensgegenstände der ID-Bike.[30]
- Ab 1992 stellte Simson den Elektroroller SR50 E bzw. gamma E her. Die Entwicklung des E-Motors war bereits 1989 in der DDR abgeschlossen worden, das Fahrzeug wurde jedoch nur in einer geringen Stückzahl produziert. Die Reichweite von maximal 50 km und der Preis von 5.000 DM waren zwar progressiv, für den damaligen Kundenkreis jedoch offenkundig nicht ausreichend attraktiv.

### Österreich

#### IO Scooter
In Österreich recht verbreitet sind Elektroroller des in Brunn am Gebirge ansässigen Unternehmens IO Scooter, das mehrere Modelle anbietet. Das kleinste Modell Scooby mit einer Motorleistung von 600 Watt und einer Höchstgeschwindigkeit von 25 km/h gilt nach der österreichischen Gesetzeslage als Fahrrad und darf daher anmelde-, versicherungs- und führerscheinfrei von Personen ab 12 Jahren allein gelenkt werden (darunter in Begleitung eines Erwachsenen).
Die Modelle 1500GT, Florenz und Vienna fallen mit einer Motorleistung von 1,5 bis 3 kW und einer Höchstgeschwindigkeit von 45 km/h in die Fahrzeugklasse L1e.
Daneben werden mit den Modellen Vienna XE, King Kong und Manhattan drei Fahrzeuge der 125-cm³-Klasse (L3e) mit Höchstgeschwindigkeiten bis zu 80 km/h angeboten.

### Frankreich
Peugeot
Zwischen 1995 und 2005 baute in Europa Peugeot bereits einen Elektroroller, den Scoot’elec. Er hatte eine Reichweite von ca. 40 km und eine Ladedauer von ca. zwei Stunden an jeder normalen Steckdose. Der Akku bestand aus 3 STM-5-100-MR-NiCd-Akkus von Saft mit 100 Ah und 6 V – 1,8 kWh. Der Energieverbrauch betrug 6–8 kWh pro 100 km bei einer Motorleistung von 2,8 kW. Das Gewicht des damals rund 3.450 € teuren Zweisitzers betrug mit Akku 115 kg. Die Batterielebensdauer war mit 2000 Ladezyklen (80.000 km) angegeben, danach waren noch 80 Prozent Restkapazität zu erzielen.
Peugeot stellte Ende 2005 die Produktion ein. Die letzten Fahrzeuge wurden noch bis Mitte 2006 in Deutschland ausgeliefert. Grund für die Einstellung waren die hohen Kosten für ein neues Steuergerät, das im Gegensatz zu den meisten chinesischen Rollern 500 Ampere schalten konnte (ein vergleichbares für Gabelstapler mit Strömen bis zu 1000 Ampere kostet zirka 2.000 Euro). Alle Austausch- und Ersatzteile waren jedoch bis mindestens Dezember 2008 verfügbar. Nachfolgemodell wurde 2011 der e-Vivacity mit Li-Ion-Akku. Seit 2023 ist der e-Streetzone erhältlich.
Red Electric
Seit 2017 vertreibt der Hersteller Red E Group seine elektrischen Motorroller, vorwiegend für professionelle Lieferservices.

### Niederlande
Trikke
Seit Mitte 2014 ist das dreirädrige Trikke eV6.1 auf dem deutschen Markt erhältlich. Es hat eine Straßenzulassung, ein Gesamtgewicht von knapp 24 kg und eine Höchstgeschwindigkeit von bis zu 25 km/h. Mit einer Akkuladung beträgt die Reichweite bis zu 40 Kilometer; der Akku ist ohne Werkzeug zu wechseln.

### Polen
Vectrix
Die seit 2007 in Polen produzierten Vectrix VX-1-Motorroller der Vectrix Corporation markierten bis zum Verkaufsstart des BMW C Evolution 2014 mit 110 km/h Höchstgeschwindigkeit und etwa 20 kW Spitzenleistung den oberen Leistungsbereich für Elektromotorroller. Im Gegensatz zur Mehrzahl der in Deutschland auf 45 km/h limitierten Roller werden diese Fahrzeuge nicht als Kleinkraftrad, sondern als Motorrad bzw. Kraftrad eingestuft.

### Spanien

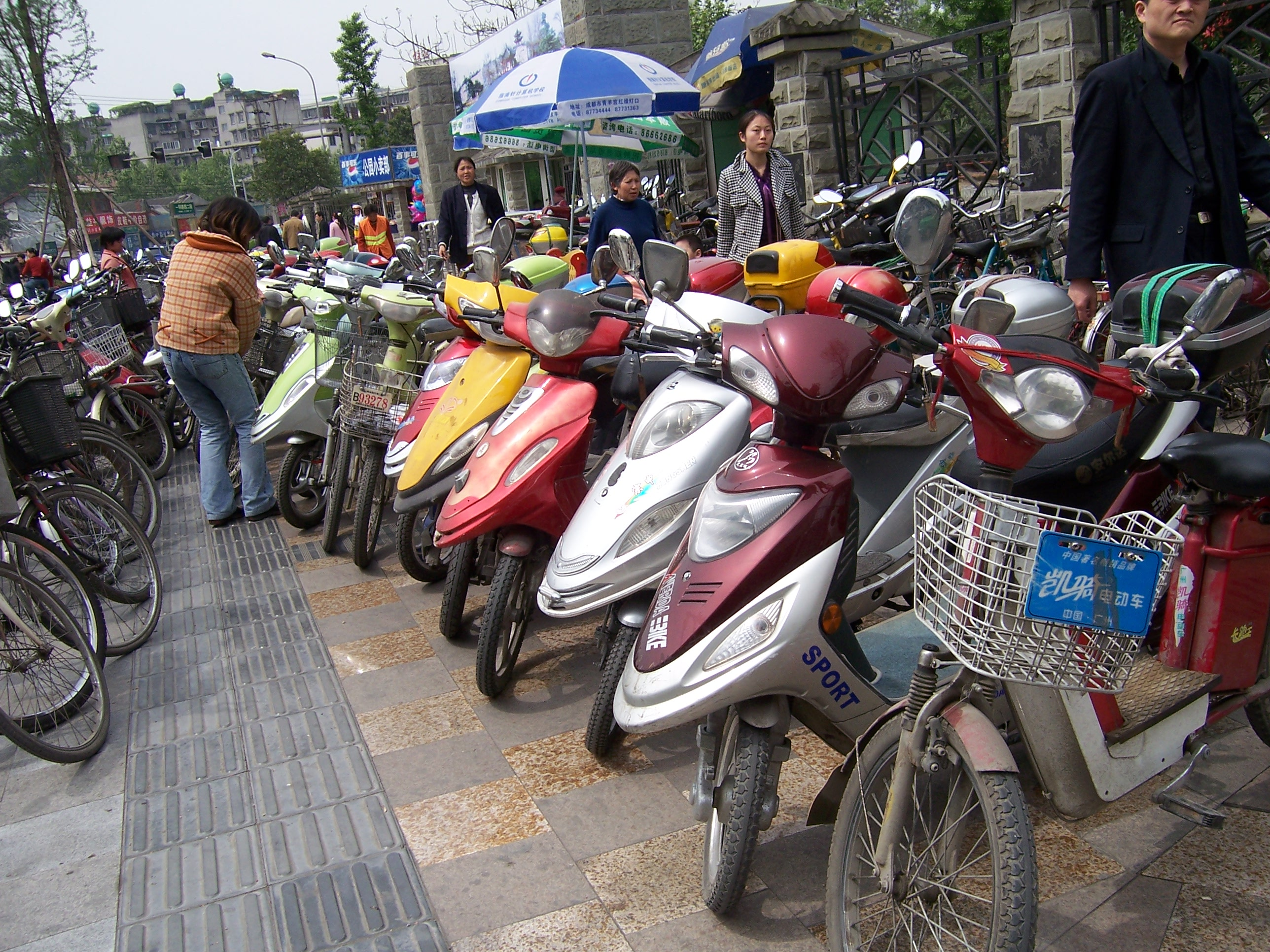
Chinesischer Alltag: Geparkte E-Roller

MUVI von Torrot Electric
Der MUVI ist ein Elektroroller, den das spanische Unternehmen Torrot Electric mit Sitz in Girona 2016 auf den Markt brachte. Es werden aktuell die 2 Modelle City und Executive angeboten, die sich in ihrer Motorleistung (2,65 kW bzw. 3 kW) und Höchstgeschwindigkeit (45 km/h bzw. 60 km/h) unterscheiden. Beide Versionen verfügen über zwei entnehmbare Lithium-Ionen Batterien mit 2,4 kWh Gesamtkapazität. Die Reichweite beträgt laut Herstellerangaben bis zu 85 km.

### China
Die günstigen Preise und die Tatsache, dass sie dort als Fahrräder gelten, ließen E-Roller in der VR China bereits vor 2010 sehr populär werden.
China ist das erste Land, in dem im Jahr 2006 erstmals mehr Elektro- als Benzinfahrzeuge verkauft wurden (19 Mio. Elektrofahrzeuge, 13,4 Mio. Benzinfahrzeuge). Der Elektromotorroller gehört mittlerweile zum Alltagsbild wie vor 20 Jahren das berühmte chinesische Fahrrad. In manchen Großstädten und Ballungszentren wie z. B. Guangzhou einschließlich Umland sind Roller mit Verbrennungsmotor verboten. Yadea ist im weltweiten Maßstab ein sehr großer chinesischer Anbieter (etwa 2020).

## Betriebskosten und Kilometerkosten
Die Kilometerkosten (etwa in Euro je Kilometer) beinhalten sämtliche Kostenanteile für die Nutzung des Rollers, aufgeschlüsselt auf die gefahrenen Kilometer. Neben der technischen Auslegung sind sie also sehr stark von der jährlichen Fahrleistung (Nutzerprofil) und dem Nutzerverhalten abhängig.
Es gilt:
{\displaystyle {}{\text{Kilometerkosten}}\approx {\frac {\text{Stromverbrauchskosten + Fixkosten + Instandhaltungs- und Reifenkosten + Abschreibungskosten}}{\text{Gefahrene Kilometer}}}}.

### Stromverbrauchskosten
Die reinen Betriebskosten als Verbrauchskosten sind beim Elektroroller sehr gering. Sie werden durch die Stromkosten bestimmt, stellen allerdings nur einen kleinen Teil der Kilometerkosten/tatsächlichen Gesamtkosten dar. Die Stromverbrauchskosten betragen bei den heutigen Strompreisen (Stand 2012/2025 Deutschland: etwa 0,25 €/kWh) für 100 km Fahrt etwa 1 €. Im Winter oder bei Nichtgebrauch über einen längeren Zeitraum können zusätzlich Stromkosten für Wartungsladung anfallen. Durch den Einsatz einer externen Zeitschaltuhr kann die Aufladung und Akkuheizung rechtzeitig vor dem Gebrauch aktiviert und der zusätzliche Energieverbrauch minimiert werden. Weitere Betriebskosten wie Ölverbrauch, Fahrzeugwäsche und Pflegekosten fallen in der Regel nicht an oder sind unbedeutend.

### Fixkosten
Die Versicherungskosten für die gesetzlich vorgeschriebene Kfz-Haftpflichtversicherung liegen bei etwa 60 € im Jahr. Die Kosten für eine Kaskoversicherung sind optional einzurechnen. Eine Kraftfahrzeugsteuer fällt (in Deutschland) nur an, wenn der E-Roller nicht als Kleinkraftrad nach EG-Fahrzeugklasse L1e bzw. L2e zugelassen ist. Roller mit höherwertigen Akkutypen werden auch häufig (teil-)vermietet. Die Mietkosten zählen dann zu den Fixkosten.

### Instandhaltungs- und Reifenkosten
Die Werkstattkosten sind geringer als bei vergleichbaren Motorrollern mit Verbrennungsmotor, da bspw. regelmäßige Öl- und Zündkerzenwechsel ebenso entfallen wie die meisten Einstell- und Wartungsarbeiten an mechanischen Komponenten (Kupplung, Getriebe). Der Bremsenverschleiß ist bei Rollern mit Rekuperation deutlich geringer.
Die Reifenkosten sind mit anderen Rollern vergleichbar und von der Fahrleistung und der Fahrweise bestimmt.
Beim E-Roller fallen eventuell Kosten durch das Verschleißteil Antriebsbatterie an, die sich nach technischer Auslegung, Nutzerprofil und Nutzerverhalten stark unterscheiden können. Muss die Antriebsbatterie während der Nutzung ersetzt werden, fallen zusätzliche Kosten an. Sie lassen sich pro entnommener Kilowattstunde beschreiben. Die Größenordnung für diese Kosten beträgt ungefähr für offene NiCd-Akkus bei 2 000 Zyklen = 0,30 €/kWh; NiMH-Akkus bei 1 000 Zyklen = 0,80 €/kWh; für Bleiakkus gewickelt für niedrigen Innenwiderstand mit 200 Zyklen = 1 €/kWh; LiFeYPO4-Akkus bei 1 000 Zyklen = 0,50 €/kWh. Abhängig von Akkutyp, -größe, Verbrauch des Rollers in kWh/km und je nach notwendigem Tausch der Akkus kann sich der Akkuverschleiß erheblich auf die Kilometerkosten niederschlagen.
Starken Einfluss auf den Akkuverschleiß hat das Nutzerprofil. So bietet eine regelmäßige Nutzung (Fahrt zur Arbeit) ohne Ausnutzung der maximalen Reichweite, Akku- oder Motorleistung die günstigste Basis für lange Nutzungsdauer und somit niedrige Kilometerkosten. Geringe jährliche Fahrleistungen und unregelmäßige Nutzung können dagegen zu deutlich höheren Kilometerkosten führen, da Akkumulatoren auch bei Nichtbenutzung, fehlender Pflege und ungünstigem Ladezustand während längerer Nutzungspausen an Leistung verlieren und schneller altern. Die von PKW-Starterbatterien bekannten Probleme winterlicher Temperaturen gelten für Antriebsbatterien auf Bleibasis analog und führen auch bei Lithiumbatterien zu einer verringerten Strombelastbarkeit.
Andererseits kann der Akkuverschleiß durch akkuschonende Fahrweise verringert werden, insb. bei Bleiakkus durch (häufige) freiwillige Reichweitenbeschränkung auf 30 % und sofortiges Wiederaufladen auf 100 %. Bei Batterien auf Lithiumbasis, beispielsweise Lithium-Eisenphosphat-Akkumulatoren ist eine Entladung unter 20 % zu vermeiden, was bei ausgereifter Technik durch das Batteriemanagementsystem unabhängig vom Nutzer sichergestellt wird. Im Winter kommen Akkuheizungen in Betracht, um die Strombelastbarkeit zu gewährleisten.

### Abschreibungskosten
Die Anschaffungskosten für einen Roller liegen etwa zwischen 1000 und 4500 Euro für Modelle mit 45 km/h Höchstgeschwindigkeit. Um sich nach Ende der Nutzungsdauer ohne Fremdfinanzierung einen gleichwertigen E-Roller kaufen zu können, muss der Kaufpreis wieder angespart bzw. die Sparrate auf die gefahrenen Kilometer umgelegt werden.